# وز (غور)
وَز روستایی در ولسوالی مرغاب از ولایت غور در کشور افغانستان است.